# مکانیسم انتقال پولی
مکانیسم انتقال پولی فرایندی است که براساس آن تصمیمات سیاست پولی، قیمت دارایی و شرایط عمومی اقتصادی تحت تأثیر قرار می‌گیرد. این تصمیمات با هدف تأثیرگذاری بر تقاضای کل، نرخ بهره و مقادیر پول و اعتبار به منظور تأثیرگذاری بر عملکرد کلی اقتصادی است. مکانیسم انتقال پولی سنتی از طریق کانال‌های نرخ بهره اتفاق می‌افتد، که بر نرخ بهره، هزینه‌های استقراض، سطح سرمایه‌گذاری بدنی و تقاضای کل مؤثر است. علاوه بر این، تقاضای کل می‌تواند از طریق اصطکاک در بازارهای اعتباری تحت عنوان دید اعتبار تأثیر بگذارد. به‌طور خلاصه، می‌توان مکانیسم انتقال پولی را به عنوان پیوند سیاست پولی و تقاضای کل تعریف کرد.

## روش‌های نرخ بهره سنتی
ممکن است یک روش مربوط نرخ بهره با نام سنتی شناخته شود، به این معنی که سیاست‌های پولی بر نرخ بهره واقعی (بجای اسمی) تأثیر می‌گذارد، که بر سرمایه‌گذاری، هزینه برای مسکن جدید، هزینه‌های مصرف‌کننده و تقاضای کل تأثیر می‌گذارد. کاهش سیاست‌های پولی از دیدگاه سنتی منجر به کاهش نرخ بهره واقعی می‌شود و این باعث کاهش هزینه‌های وام گرفتن و در نتیجه هزینه‌های بیشتر برای سرمایه‌گذاری می‌شود که منجر به افزایش کلی تقاضای کل می‌شود.

## دید اعتباری
جدا از دید سنتی که بر اثرات ناشی از تغییر نرخ بهره متمرکز شده‌است، روشهای دیگری وجود دارد که به سیاست‌های پولی اجازه می‌دهد تا به نتایج اقتصادی مناسب و تغییر در تقاضای کل برسند، اما از روش‌های مختلف به عنوان دید اعتبار طبقه‌بندی می‌شوند. دیدگاه اعتبار معتقد است که اصطکاک مالی در بازارهای اعتباری کانالهای دیگری ایجاد می‌کند که منجر به تغییر تقاضای کل می‌شود. این کانال‌ها از طریق تأثیرگذاری در وام بانکی و همچنین تأثیراتی که در ترازنامه بنگاه‌ها دارند، عمل می‌کنند.
- از طریق وام بانکی

سیاست پولی بر سپرده‌های بانکی تأثیر می‌گذارد و منجر به تغییر در میزان وام‌های بانکی و سرمایه‌گذاری در مسکن می‌شود.
- از طریق ترازنامه

سیاست پولی بر قیمت سهام تأثیر می‌گذارد و منجر به مخاطرات اخلاقی و کژگزینی می‌شود و این امر موجب تغییر در فعالیت وام دهی و سرمایه‌گذاری می‌شود
- از طریق جریان نقدی

سیاست پولی منجر به تغییر در نرخ بهره اسمی می‌شود که این امر در جریان وجوه نقد تأثیر می‌گذارد، منجر به مخاطرات اخلاقی، کژگزینی و تغییر در فعالیت وام دهی و سرمایه‌گذاری می‌شود.
- از طریق سطح قیمت پیش‌بینی نشده

سیاست پولی می‌تواند منجر به تغییرات غیرقابل پیش‌بینی سطح قیمت شود و منجر به مخاطرات اخلاقی ، کژگزینی و تغییر در فعالیت وام دهی و سرمایه‌گذاری شود
- اثرات نقدینگی خانگی

سیاست پولی بر قیمت سهام تأثیر می‌گذارد و منجر به تغییر در ثروت مالی و احتمال پریشانی مالی می‌شود و این مسئله را تحت تأثیر مسکن و هزینه‌های مصرف‌کننده قرار می‌دهد

## سایر اثرات قیمت
در نهایت، سایر اثرات قیمت دارایی دارای روش‌های جداگانه ای هستند که به سیاست‌های پولی اجازه می‌دهد تا تقاضای کل را تحت تأثیر قرار دهند:
- اثرات نرخ ارز بر خالص صادرات (تراز تجاری)

سیاست پولی نرخ بهره واقعی و نرخ ارز را تحت تأثیر قرار داده و منجر به تغییر در صادرات خالص می‌شود
- نظریه توبین

سیاست‌های پولی بر قیمت سهام تأثیر می‌گذارند و منجر به تغییر در q بازار (ارزش بازار بنگاه‌های تقسیم شده با هزینه جایگزینی سرمایه) و سرمایه‌گذاری می‌شوند
- اثرات ثروت

سیاست پولی بر قیمت سهام تأثیر می‌گذارد، و این بر ثروت مالی و مصرف اقتصادی تأثیر می‌گذارد

## پیوندها
- https://www.ecb.europa.eu/mopo/intro/transmission/html/index.en.html بانک مرکزی اروپا. مکانیسم انتقال سیاست پولی. وب ۲۹ مارس ۲۰۱۶.
- Christiano, Lawrence; Eichenbaum, Martin (1992). "Liquidity Effects and the Monetary Transmission Mechanism". American Economic Review. Papers and Proceedings. 82 (2): 346–353. JSTOR 2117426.
- https://www.newyorkfed.org/medialibrary/media/research/epr/02v08n1/0205k utt.pdf کوتنر ، کنت. ماسر، پاتریشیا. مکانیسم انتقال پول: برخی پاسخ‌ها و سؤالات بعدی (۲۰۰۲). وب ۲۹ مارس ۲۰۱۶.
- https://www.federalreserve.gov/pubs/feds/2010/201026/201026pap.pdf بووین، ژان. کیلی، مایکل. میشکین، فردریک. چگونه مکانیسم انتقال پول با گذشت زمان تکامل یافته‌است؟ (۲۰۱۰) وب ۲۹ مارس ۲۰۱۶.
- میشکین، فردریک س. "۲۶." اقتصاد پول، بانکداری و بازارهای مالی. Reading, MA: Addison-Wesley، ۱۹۹۸. چاپ.